# William McNair Snadden
William McNair Snadden, 1er baronnet (15 janvier 1896 - 23 novembre 1959) est un homme politique conservateur écossais.

## Biographie
Il est le plus jeune fils du révérend James Snadden, et fait ses études à la Dollar Academy. En 1915, au début de la Grande Guerre, il est nommé dans les Argyll and Sutherland Highlanders et sert dans le Corps expéditionnaire britannique en France entre 1915 et 1917.
Snadden est élu député unioniste de Kinross et du West Perthshire lors d'une élection partielle en 1938, à la suite de la démission de Katharine Marjory Stewart-Murray, duchesse d'Atholl, qui a quitté le Parti unioniste écossais pour protester contre la politique européenne du gouvernement national, et qui s'est de nouveau présentée comme indépendante, perdant le siège que de justesse. Snadden l'occupe jusqu'à ce qu'il se retire aux élections générales de 1955. Il est sous-secrétaire d'État parlementaire pour l'Écosse de 1951 à 1955.
Il est président du Scottish Food Hygiene Council, président du Smithfield Club et président de la Scottish Unionist Association. Il est également un fermier et éleveur du Perthshire. A sa retraite, il est créé baronnet et le titre s'est éteint à sa mort.